# 안양소년원
안양소년원, 또는 정심여자중고등학교는 비행청소년의 재교육을 담당하기 위해 대한민국 법무부 산하에 설치된 기관이다. 경기도 안양시 만안구 삼막로96길 11에 있다.
소년원장은 서기관으로 보한다.